# Inter&Co Stadium
L'Inter&Co Stadium, est un stade de soccer de 25 500 places situé à Orlando, en Floride.
Orlando City SC et le Pride d'Orlando évoluent dans cette enceinte. L'Inter&Co Stadium accueille annuellement un Bowl universitaire américain qui est le Cure Bowl. Il est la propriété du Orlando City SC.

## Histoire

### Projet de construction
En avril 2013, la ville d'Orlando achète des terrains du centre-ville pour un montant de 8,2 millions de dollars qui servira à la construction d'un stade de soccer pour la MLS de 110 millions de dollars,. Cependant, en mai, la Chambre des représentants de Floride a échoué à voter sur un projet de loi du Sénat qui aurait fourni jusqu'à 30 millions de dollars en fonds publics pour le projet du stade. Le président d'Orlando City SC, Phil Rawlins, a répondu en exprimant son intention de trouver un financement alternatif.
Le 8 août 2013, le maire du comté d'Orange, Teresa Jacobs (en), et le maire d'Orlando, Buddy Dyer (en), se sont entendus sur un accord visant à soutenir financièrement divers projets d'Orlando, dont le nouveau stade de soccer. En octobre 2013, le dernier élément du financement du stade est voté sur l'utilisation d'une taxe touristique existante pour financer le dernier quart du projet de stade de 80 millions de dollars. Le 22 octobre, le Conseil des commissaires du comté d'Orange a voté 5 pour et 2 contre pour approuver l'utilisation de 20 millions de dollars en fonds de taxe de développement touristique pour construire un stade de soccer polyvalent de 84 millions de dollars,.
Le 7 janvier 2014, le maire Buddy Dyer et une partie du personnel d'Orlando City SC se sont rendus à Kansas City pour commencer à travailler avec le groupe de design Populous,. Le premier projet proposait un stade d'une capacité de 18 000 places. Puis, le 10 juin, les plans ont changé, sa sera un stade de 19 500 places dans la première phase et 25 000 places dans une future expansion,.

### Travaux
Le 4 août 2014, l'équipe annonce que l'emplacement du stade sera déplacé d'un pâté de maisons à l'ouest, afin d'éviter un retard pour l'ouverture du stade avant le début de la saison de MLS, car le Faith Deliverance Temple ne voulait pas vendre son terrain,,. En février 2015, le nouvel emplacement a entraîné la fermeture de l'avenue Parramore entre Church Street et Central Boulevard, car le stade sera construit part-dessus,.
Les propriétaires d'Orlando City SC ont annoncé le 29 mai 2015 que le stade serait financé complètement par la franchise et non par la ville. Ils ont également annoncé qu'ils feraient passer la capacité du stade de 19 000 places à une capacité entre 25 000 et 28 000 places. Le nouveau plan est dévoilé le 31 juillet, augmentant la capacité à 25 500 en ajoutant des sièges à l'extrémité sud, et le projet prendrai une année supplémentaire. Les coûts sont également passés de 110 à 155 millions de dollars.
Dans le cadre du financement privé du nouveau stade, au moins 15 millions de dollars proviennent de 30 investisseurs étrangers, comme du Brésil, ou de la Chine via le programme d'investissement EB-5 (en), qui octroie des visas américains en échange d'un investissement de 500 000 dollars.
Le club joue ses matchs au Citrus Bowl lors de leur saison inaugurale en MLS 2015,. Le 13 janvier 2016, le président du club Phil Rawlins annonce que la construction du stade de l'équipe prendrait quatre mois de plus que prévu et que l'équipe jouerait toute la saison 2016 au Citrus Bowl,.
Il comprend 49 sièges arrangés dans un arc-en-ciel en section 12 du stade en souvenir de la fusillade du 12 juin 2016 à Orlando.

### Rencontre inaugurale
L'inauguration du stade a lieu le 24 février 2017. La rencontre inaugurale du Orlando City Stadium se déroule le lendemain, Orlando City SC affronte Saint Louis FC (3 buts à 1), à l'occasion d'un match amical. Kaká est le premier buteur de l'histoire du nouveau stade en ouvrant la marque à la 4e minute avant que Cyle Larin inscrit le premier doublé de l'histoire du nouveau stade, et enfin à la fin de la rencontre Milan Petošević inscrit le but de l'honneur.
Le 5 mars 2017, Orlando City SC joue leur premier match officiel dans leur nouveau stade contre le New York City FC devant 25 527 spectateurs, dans le cadre d'une rencontre de Major League Soccer. Ils l'emportent sur le score d'un but à zéro. Cyle Larin inscrit le seul but de la rencontre.

### Nom
En février 2013, Orlando City SC a acheté huit noms de domaine internet pour huit noms de stade potentiels différents, dont le nom Orlando City Stadium. Le stade est d'abord appelé Orlando City Stadium jusqu'en juin 2019. Le 4 juin 2019, Exploria Resorts et Orlando City ont annoncé un accord de droits de dénomination « à long terme » pour le stade,. Le stade est renommé Exploria Stadium. Le 18 janvier 2024, la société brésilienne Inter&Co (pt) rachète les droits de naming du stade et celui-ci est rebaptisé Inter&Co Stadium,.

Évolution du logo
Logo du Orlando City Stadium de 2017 à 2019.
Logo de l'Exploria Stadium de 2019 à 2023.
Logo de l'Inter&Co Stadium depuis 2024.

## Utilisation du stade

### Clubs résidents
Le stade accueille le Orlando City SC, franchise de soccer évoluant en Major League Soccer et le Pride d'Orlando, équipe féminine de soccer évoluant dans la National Women's Soccer League,. 
L'équipe réserve du Orlando City utilise le stade pour ses matchs à domicile pour la saison 2017 de la USL. Le Toronto FC commence la saison 2021 à l'Exploria Stadium, en raison des restrictions de voyage entre le Canada et les États-Unis,,.
À la suite de sa victoire en demi-finale face aux Red Bulls de New York, Orlando City SC accueille la finale de la U.S. Open Cup face au Republic de Sacramento le 7 septembre 2022,. Le match se joue à guichets fermés,. Orlando City SC remporte la compétition pour la première fois après une victoire face à Sacramento sur le score de trois buts à zéro,. Il devient la deuxième équipe de Floride à remporter la coupe nationale, après les Kickers de St. Petersburg (en) en 1989 (en),.

### Événements sportifs
La National Collegiate Athletic Association annonce le 11 décembre 2013 que la phase finale du championnat universitaire féminin de soccer de 2016 et de 2017 aura lieu dans le nouveau stade,. L'édition 2016 (en) est déplacée à San José (initialement prévue à Cary), en raison des retards dans la construction du futur stade,. Il accueille l'édition suivante (en) et le Cardinal de Stanford remporte pour la deuxième fois le titre après une victoire face aux Bruins de l'UCLA sur le score de 3-2. 
La National Women's Soccer League annonce le 22 avril 2017 que le nouveau stade accueille la finale des séries éliminatoires, pour conclure la saison 2017. Les Thorns de Portland remportent pour la deuxième fois le titre après une victoire face au Courage de la Caroline du Nord sur le score d'un but à zéro.
Le 6 octobre 2017, les États-Unis affrontent le Panama, lors d'une rencontre des éliminatoires de la Coupe du monde 2018, devant 25 303 spectateurs. La rencontre, qui se termine par un score de 4-0 (Pulisic 8e, Altidore 19e et 43e, Wood 63e).
Le stade accueille plusieurs rencontres de la Florida Cup (en) — un tournoi amical de pré-saison — depuis 2018. Il a par ailleurs accueilli plusieurs matchs de la SheBelieves Cup — un tournoi de football féminin sur invitation — en 2018 et ce sera également la première visite de l’USWNT au Orlando City Stadium. Puis, elle accueille d'autres rencontres de cette compétition en 2020, puis en  2021 et ensuite 2023.
La Major League Soccer annonce le 13 septembre 2018 que le stade accueille le match des étoiles de la Major League Soccer de 2019 (en) face à l'Atlético de Madrid,. Le match se joue à guichets fermés. L'Atlético remporte la rencontre sur le score de trois buts à zéro.
Le 1er mai 2019, les responsables du Cure Bowl ont annoncé que match de football américain de niveau universitaire de 2019 est déplacé du Camping World Stadium à l'Exploria Stadium,. Il est le premier événement sportif non lié au soccer à se dérouler dans le nouveau stade du Orlando City SC,. Il est retourné au Camping World Stadium en 2020 après son acquisition par ESPN Events, mais est revenu l’année suivante (en),.
La CONCACAF annonce le 10 novembre 2020 que l'Exploria Stadium accueille les matchs restants de la Ligue des champions de la CONCACAF, en décembre. La pandémie a perturbé la compétition plus tôt cette année. L’événement réunit huit clubs à Orlando pour une série de matchs du 15 au 22 décembre. Les Tigres UANL remportent le titre pour la première fois après une victoire face au Los Angeles FC sur le score de 2-1.
Le 22 avril 2021, la CONCACAF annonce que l'Exploria Stadium est retenu pour accueillir des matchs du tournoi de la Gold Cup 2021. Il accueille six rencontres de poules, les 12, 16 et 20 juillet 2021.

## Galerie

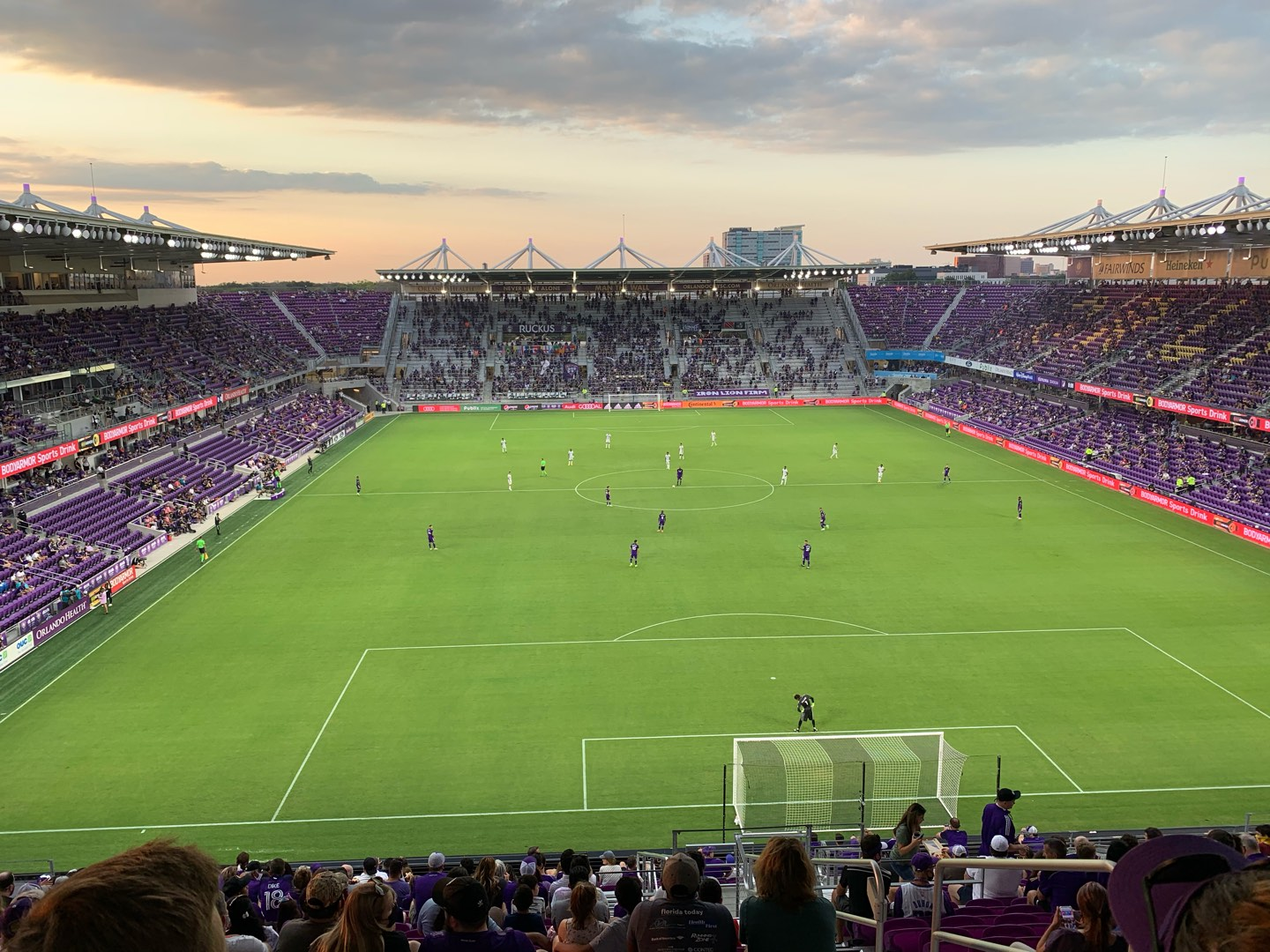
Intérieur du stade
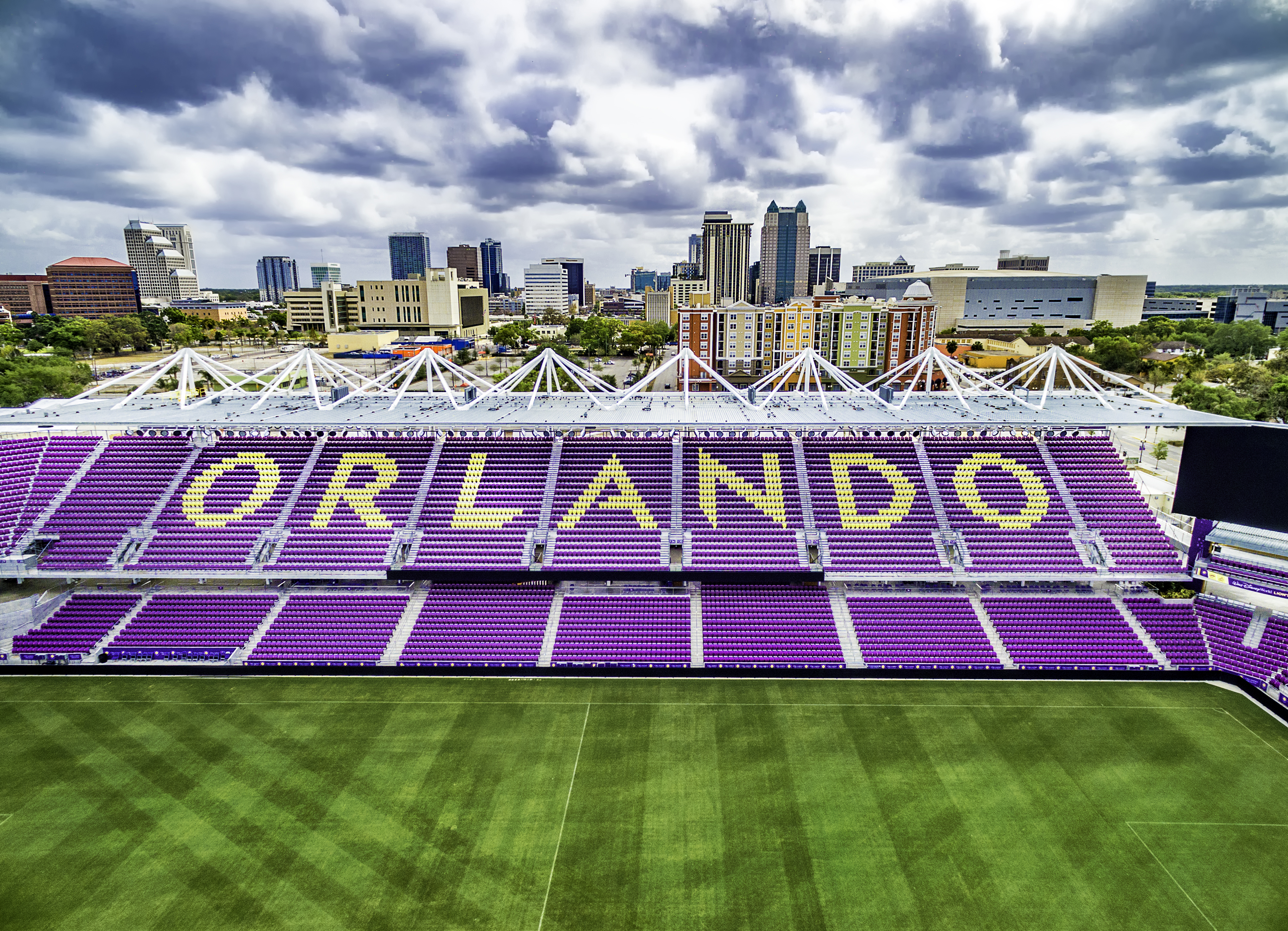
Intérieur du stade
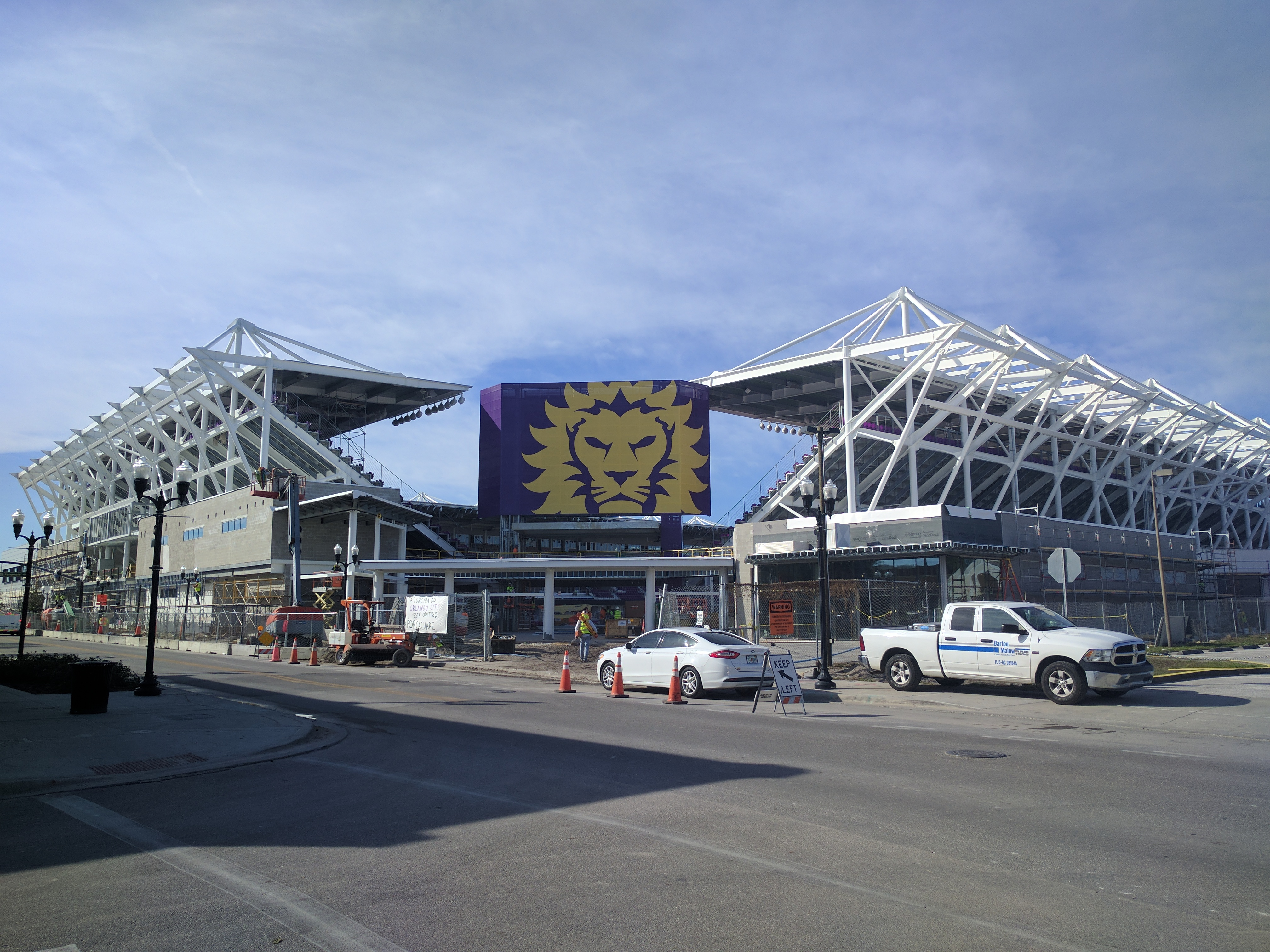
Façade
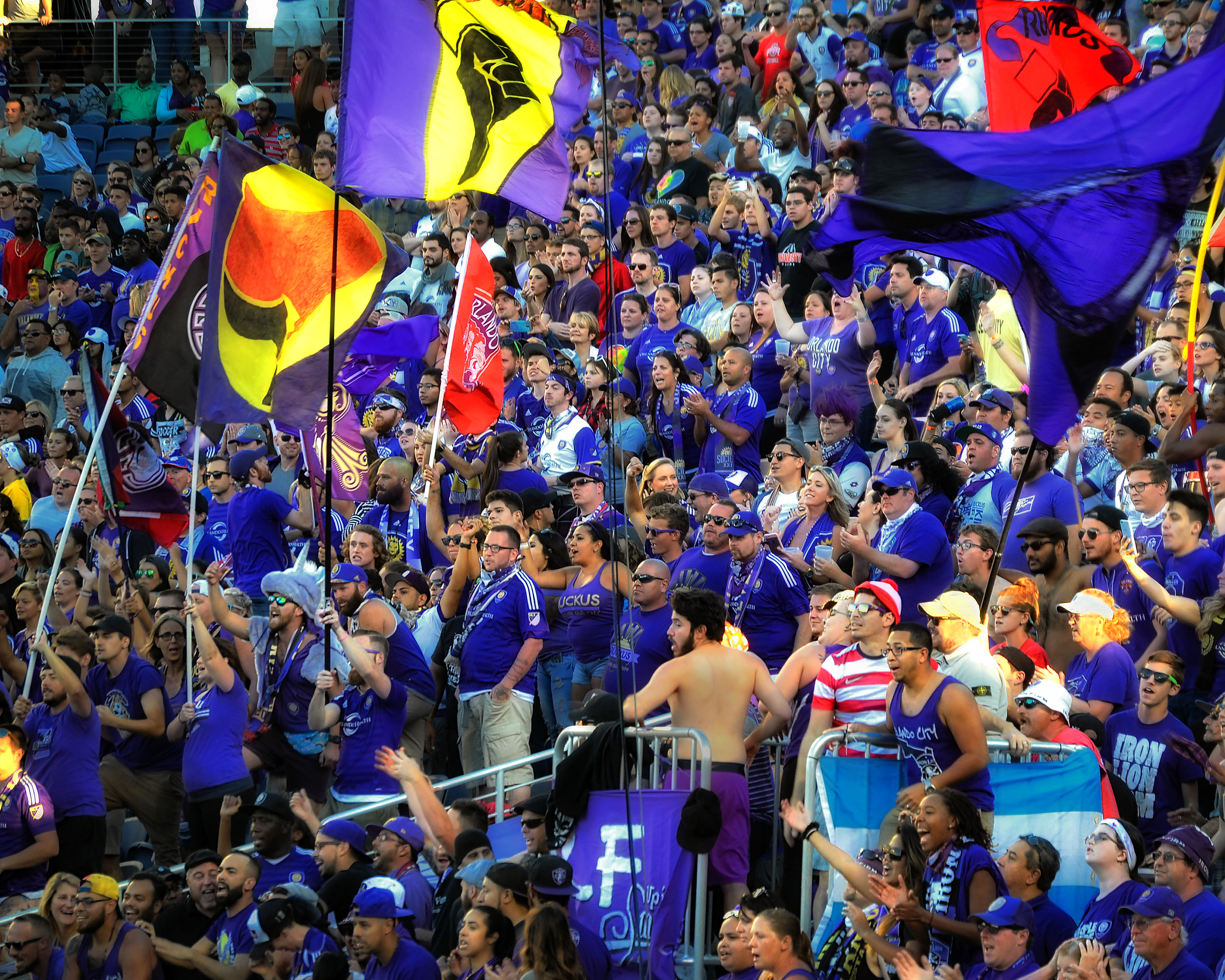
Groupes de supporters